# Wasserturm Eutin
| Wasserturm Eutin       | Wasserturm Eutin                 |
| Wasserturm Eutin       | Wasserturm Eutin                 |
| Daten                  | Daten                            |
| ---------------------- | -------------------------------- |
| Baujahr:               | 1909                             |
| Turmhöhe:              | 38 m                             |
| Nutzhöhe:              | 29 m                             |
| Behälterart:           | Intze 1 mit Innenzylinder        |
| Volumen des Behälters: | 250 m³                           |
| Ursprüngliche Nutzung: | Städtische Wasserversorgung      |
| Heutige Nutzung:       | Aussichtsturm, Ausstellungsräume |

Der Eutiner Wasserturm steht an der Ecke Bismarckstraße/Wilhelmstraße. Er wurde 1909 am höchsten Punkt der Stadt errichtet. Der Bau geht auf ein Großfeuer zurück. Ein verheerender Brand am 19. Januar 1907 hatte deutlich gemacht, dass Wasser mit Druck aus der Leitung kommen muss. Zur gleichen Zeit entstand das Wasserwerk am Deefstieg (früher Diebsteig).

## Das Bauwerk
Der 38 m hohe, runde Backsteinturm steht auf polygonalem Sockel. Fenster und Eingangsportal weisen Spitzbögen auf. Grünglasierte Dachpfannen bilden den Übergang vom Sockel zum schmaleren, sich konisch verjüngenden Schaft. Der Unterbau trägt einen genieteten Behälter der Bauart Intze 1. Er fasst 250 m³ Wasser und wird von einem Innenzylinder durchbrochen. Durch den Zylinder führt eine Wendeltreppe zur Aussichtsplattform. Zur Spitze sind es insgesamt 156 Stufen.
→ Näheres zu den Behälterformen siehe Hauptartikel Wasserturm
Im Bereich des Wasserbehälters ist das Gebäude deutlich verbreitert.
In vielen Details zeigt der Wasserturm neugotische Elemente und erinnert damit an Bauwerke der Backsteingotik: Die zylindrische Ummauerung des Behälters endet mit einem Zinnenkranz. Zahlreiche Blendnischen, von denen die kleineren verputzt sind, gliedern das Mauerwerk. Ein kupfergedecktes Kegeldach (ursprünglich zinngedeckt) schließt den Bau nach oben ab.

## Heutige Nutzung
Das Fassungsvermögen des Wasserbehälters reichte für die erweiterte Versorgung der Stadt in den letzten Jahren nicht mehr aus. Der Turm diente nur noch zur Druckstabilisierung und wurde 2006 schließlich ganz vom Netz genommen.
- Heute wird der Turm in den Sommermonaten zur Besichtigung freigegeben und als Aussichtsturm genutzt. Die Besucher gelangen über eine Wendeltreppe, die in einer Röhre mitten durch den Wassertank führt, auf den Umgang zwischen Dach und Zinnenkranz.
- Regelmäßig finden im Turm auch Ausstellungen zeitgenössischer Kunst statt. In drei Etagen befinden sich Galerien und Ausstellungsräume. Eine permanente Fotoausstellung zeigt sämtliche Wassertürme in Schleswig-Holstein.

## Bilder

Exterieur
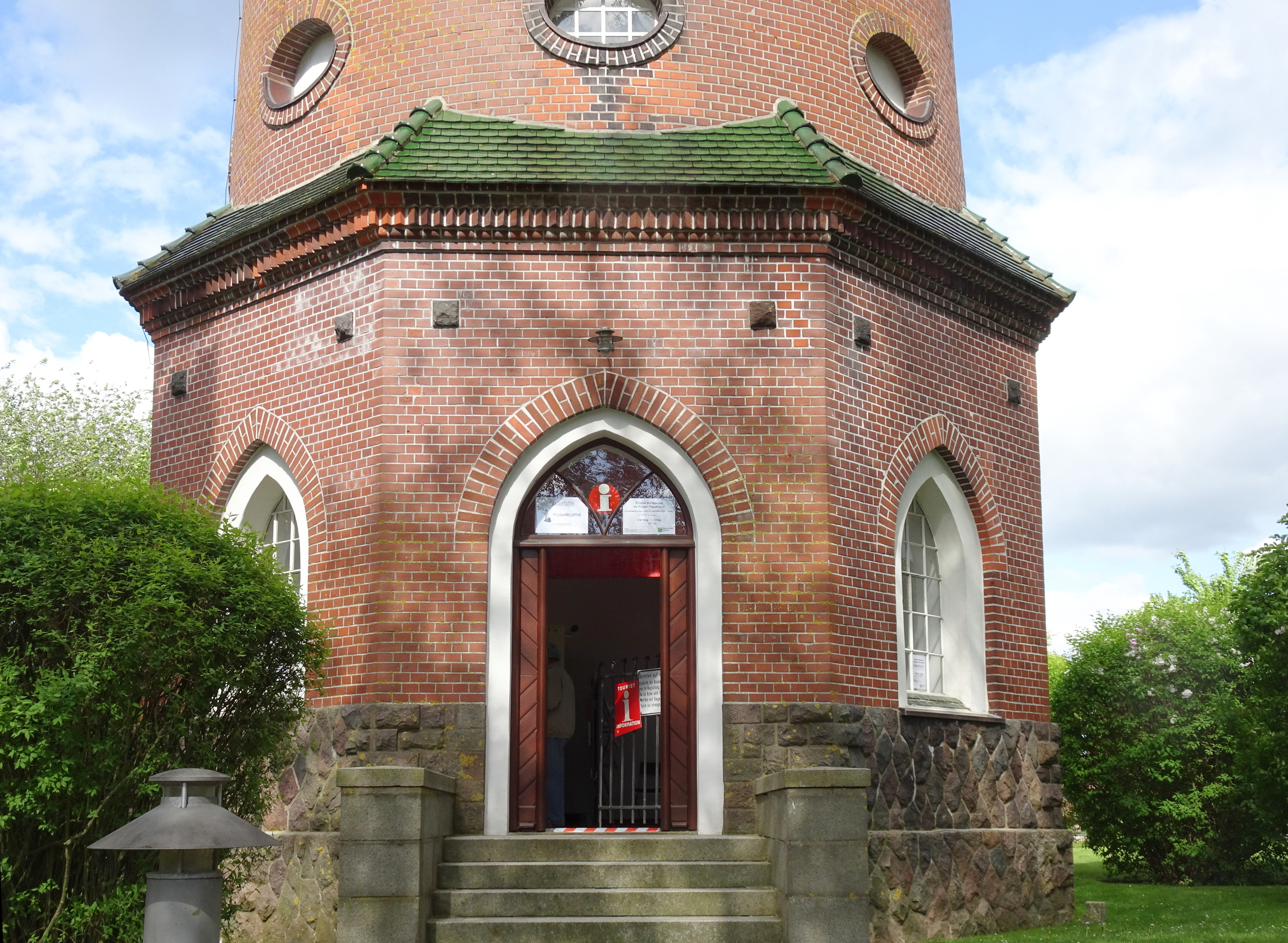
Eingang
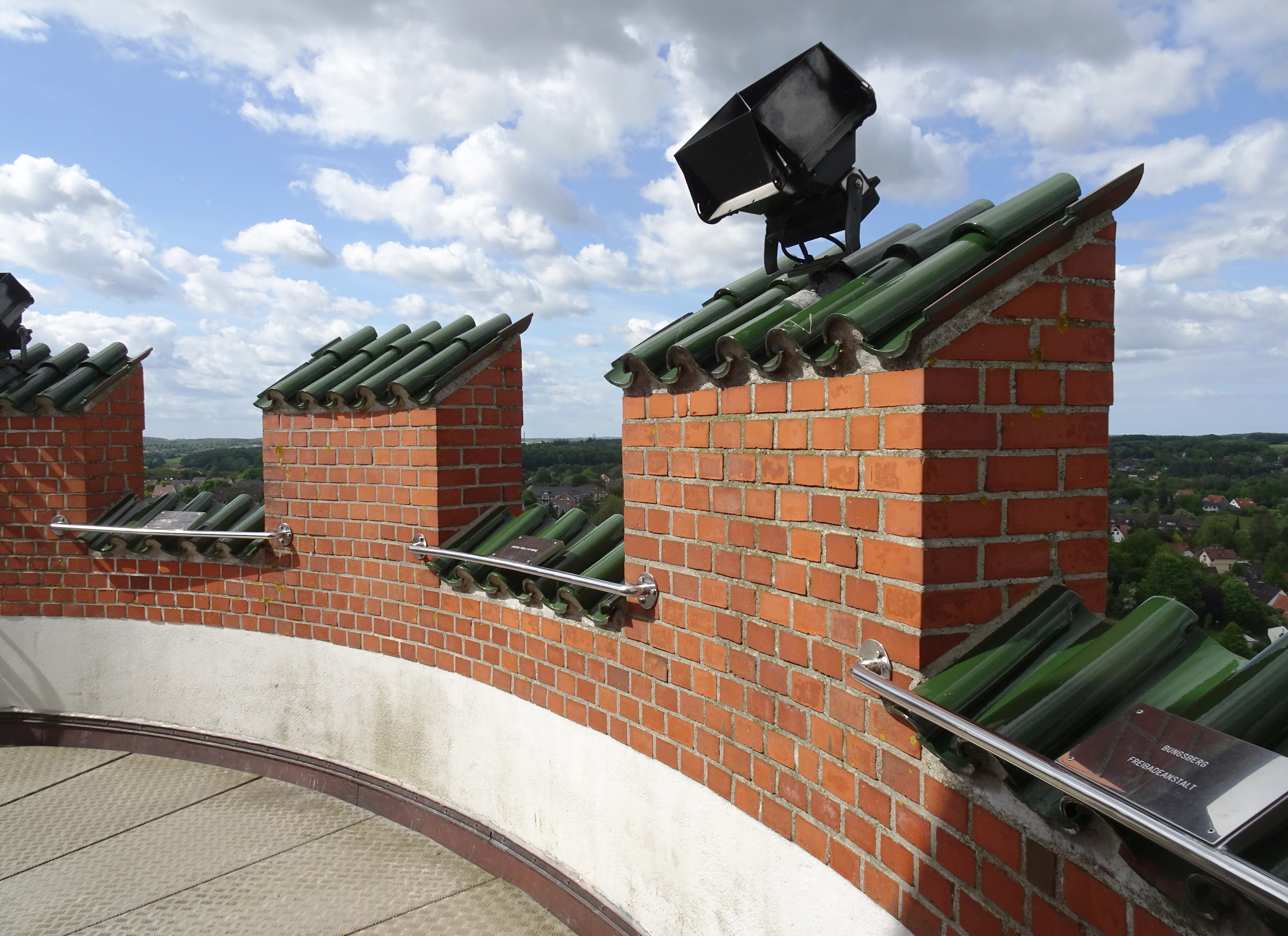
Aussichtsplattform mit Zinnenkranz
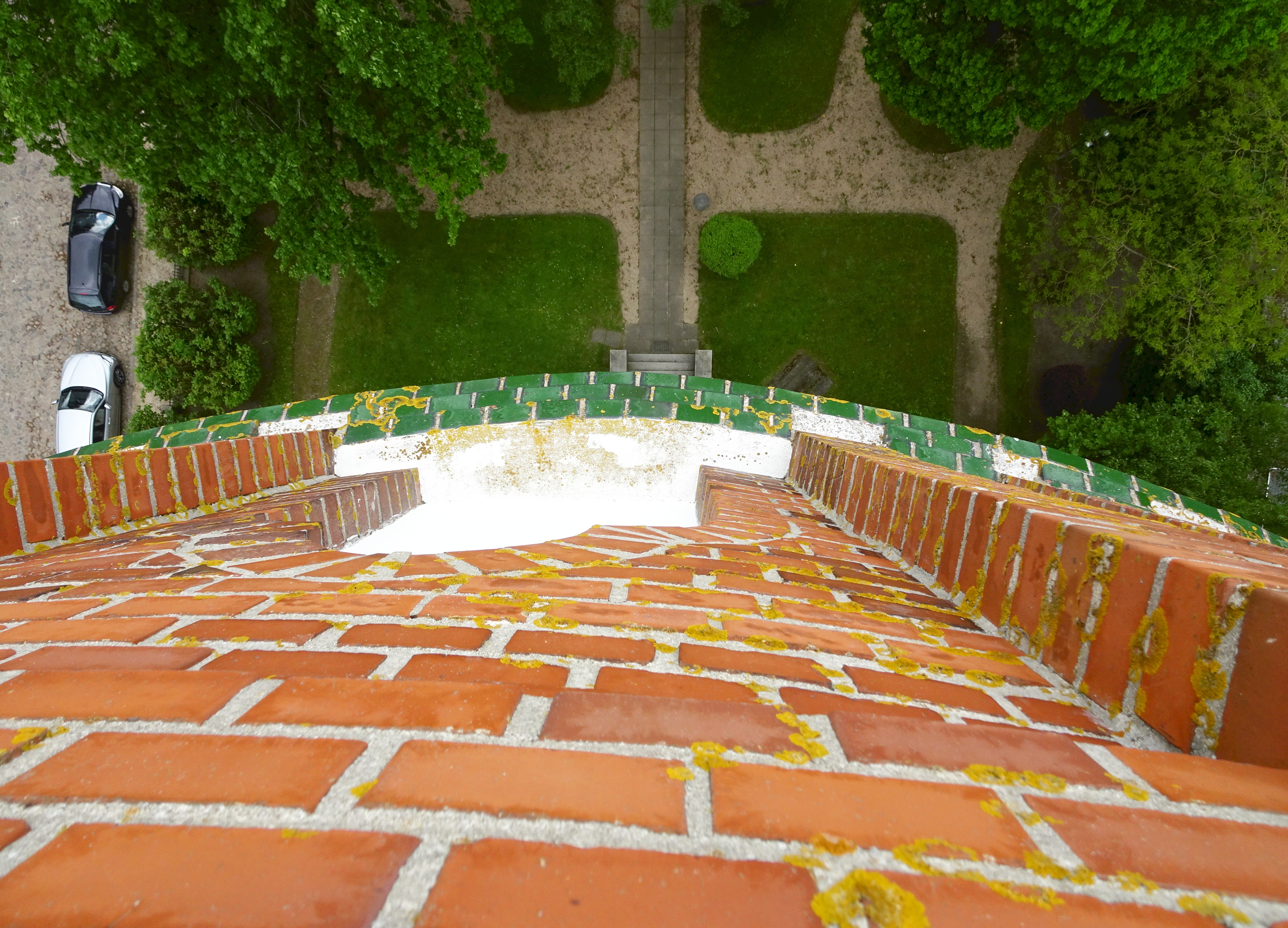
Blick senkrecht nach unten
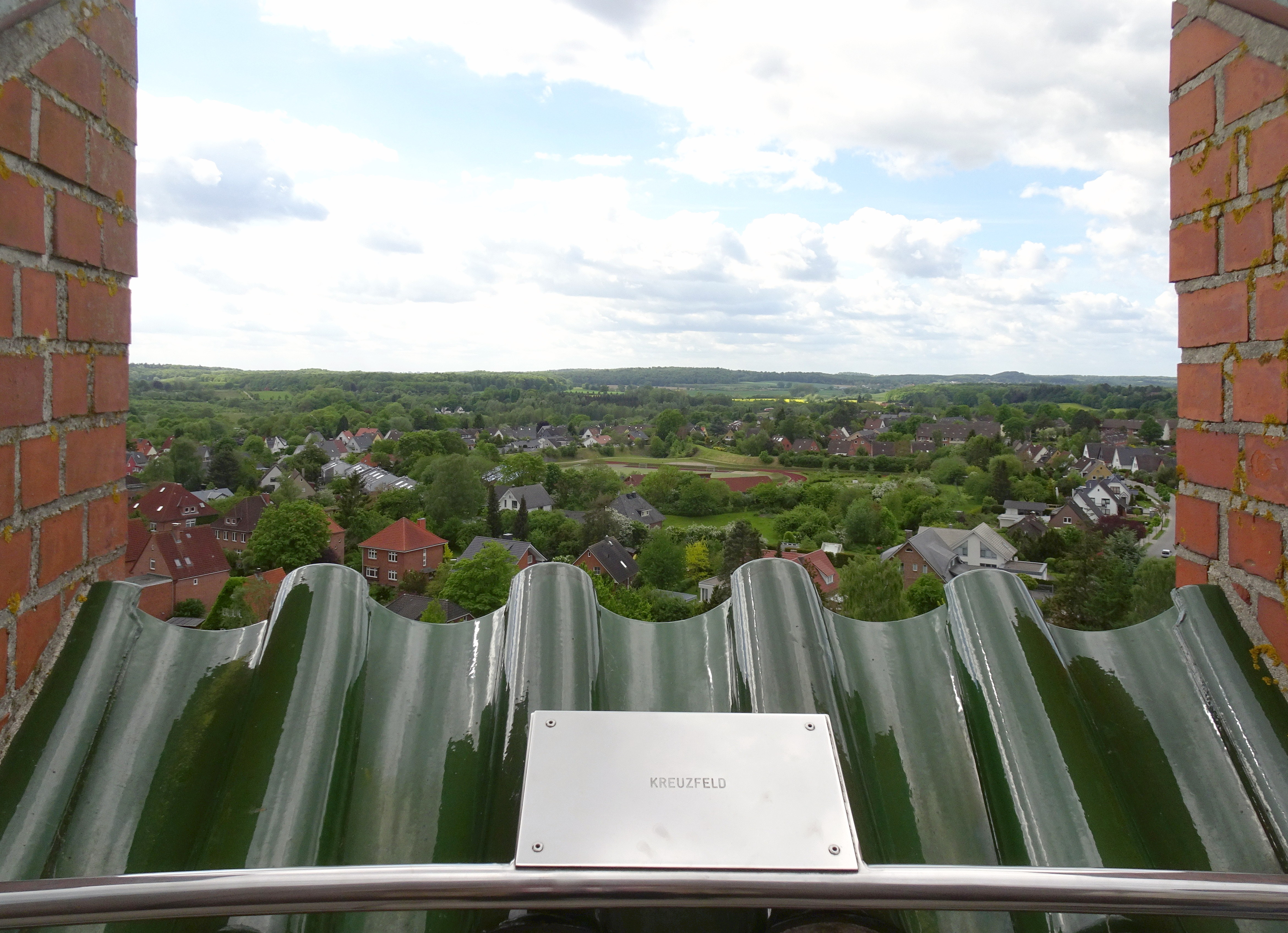
Aussicht

Interieur
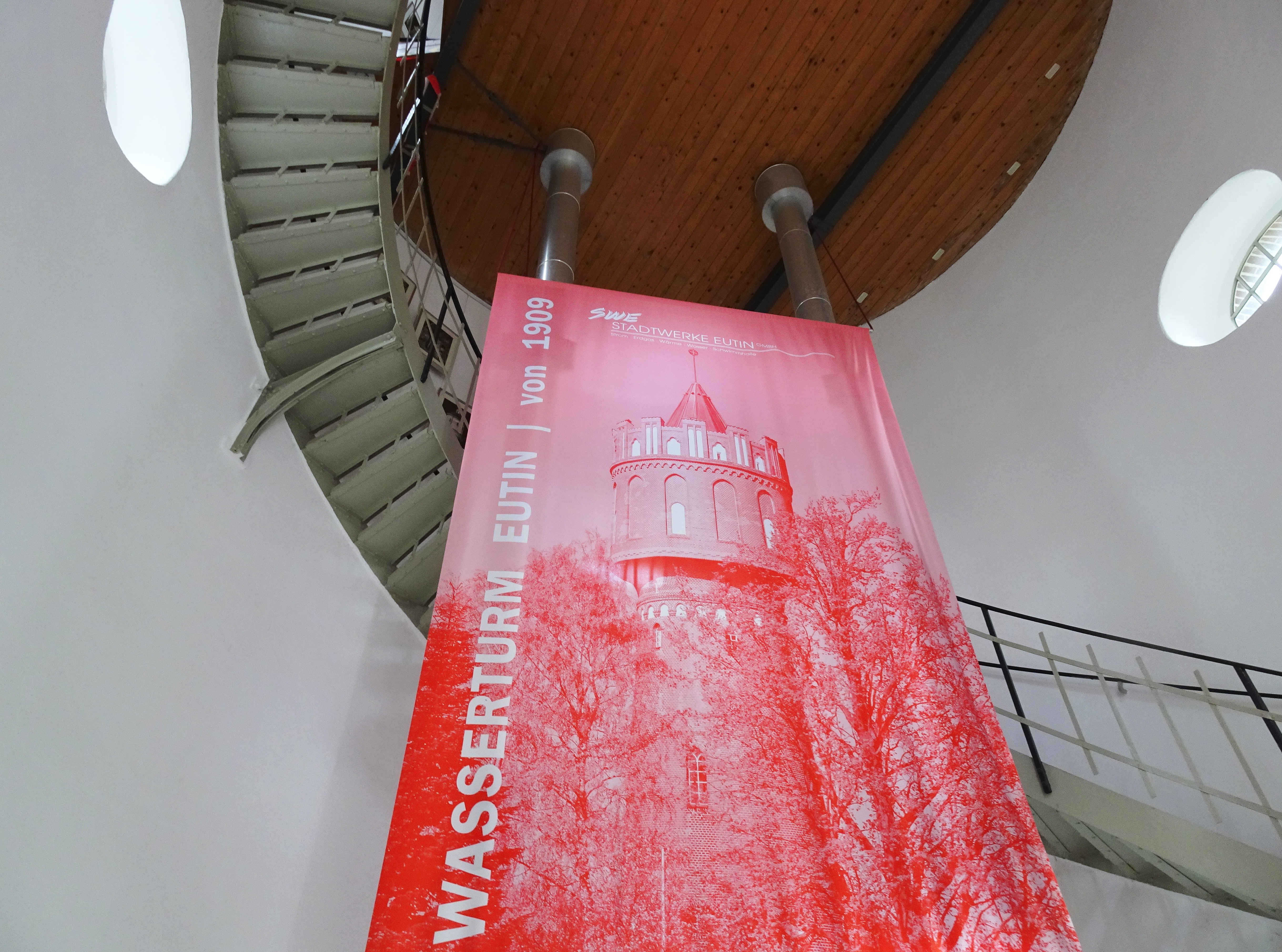
Treppe, Blick nach oben
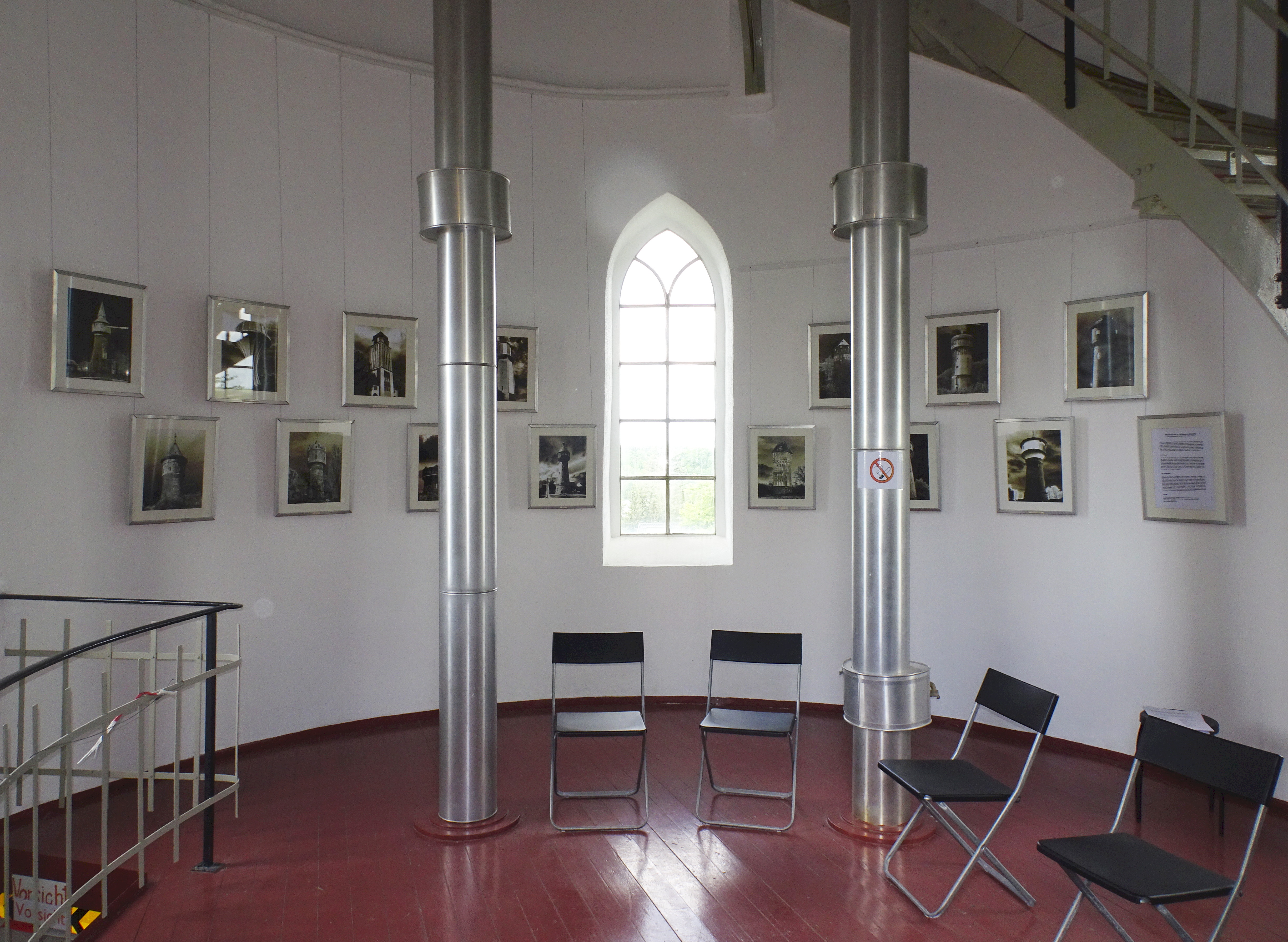
Ausstellung unter dem Wasserbehälter
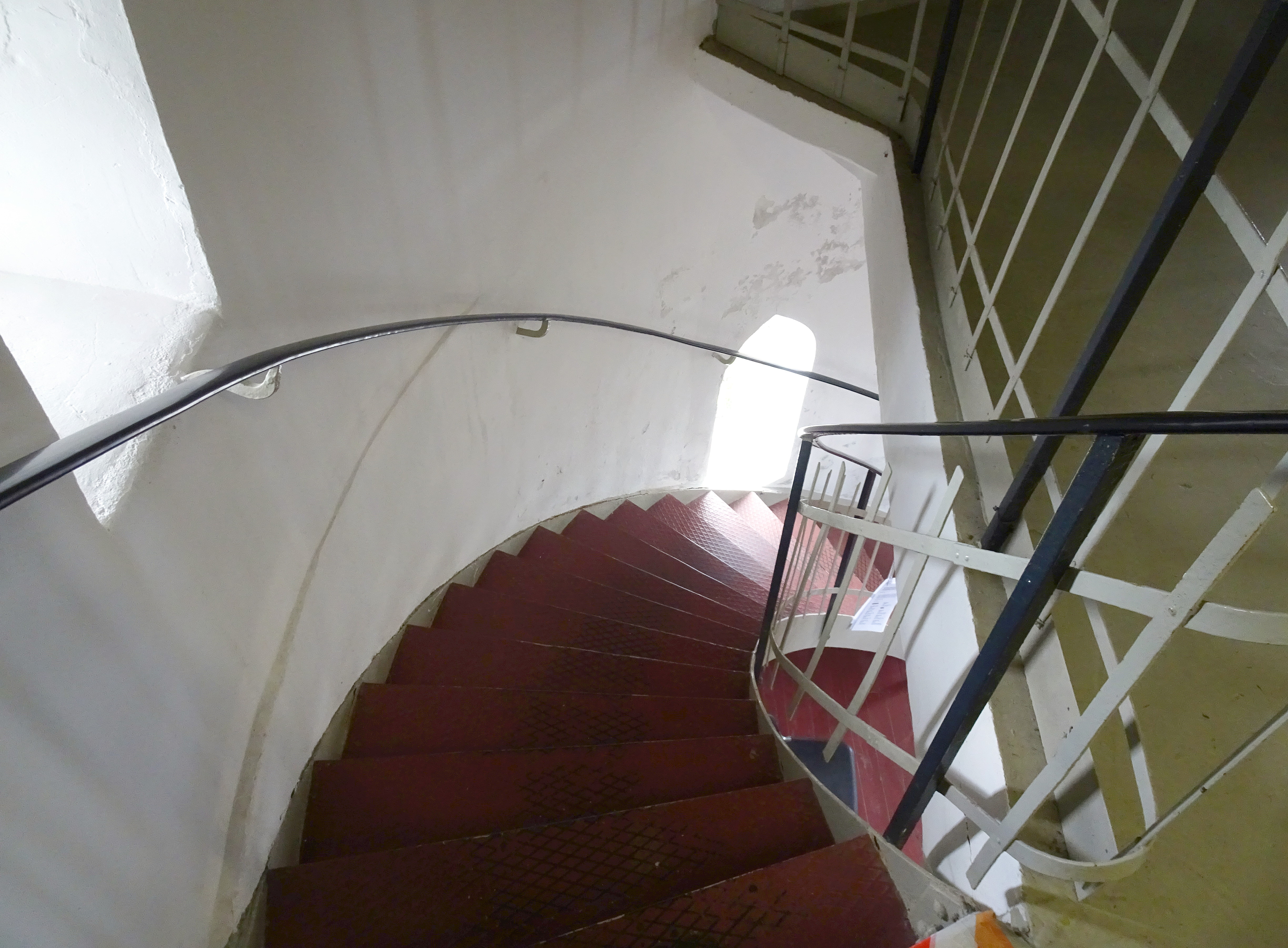
Treppe, Blick nach unten
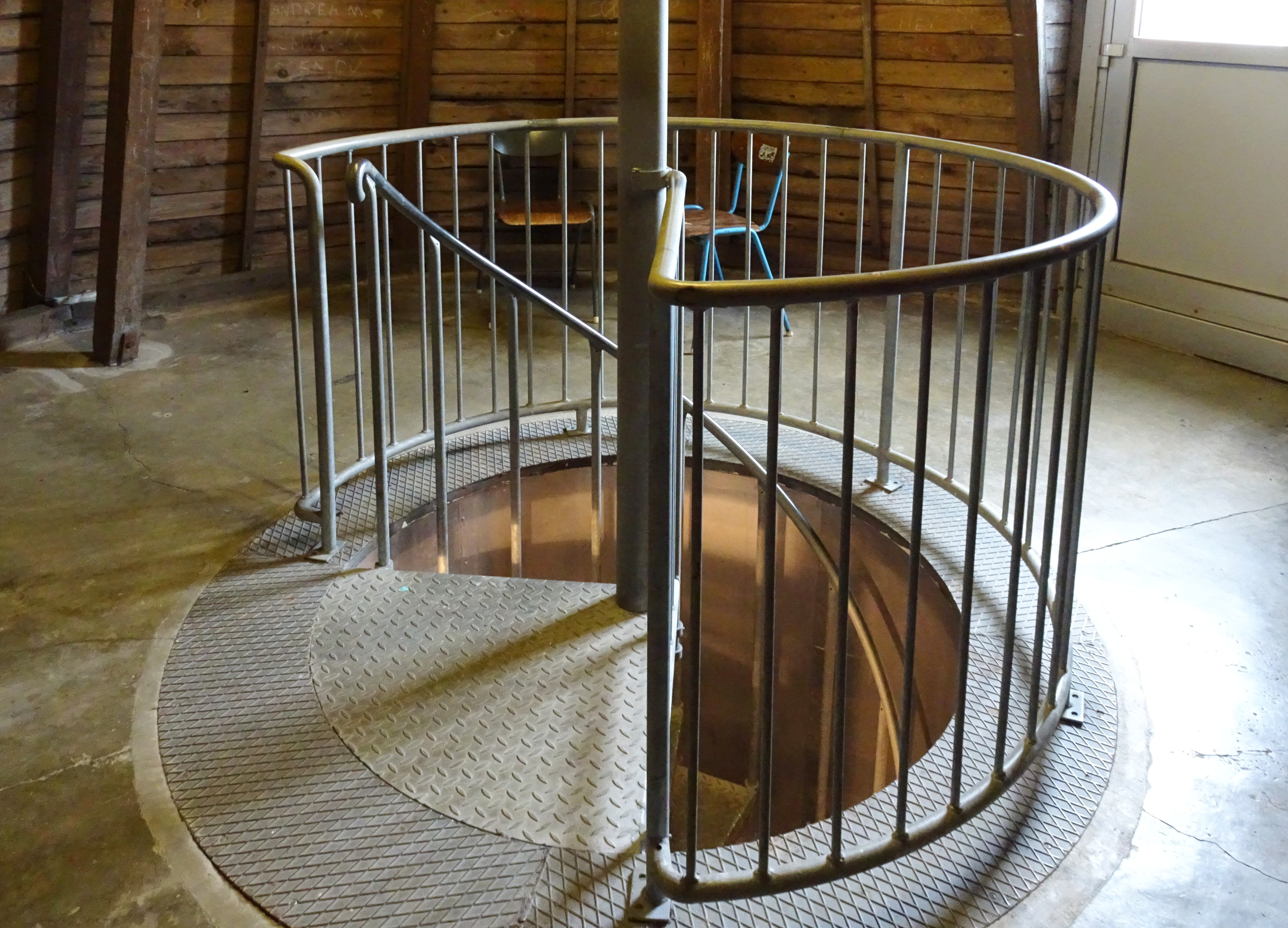
Oberes Ende der Wendeltreppe